# A2744 YD4
A2744_YD4 è una galassia estremamente remota situata prospetticamente nella costellazione dello Scultore, la cui luce ha impiegato (light travel time) oltre 13,1 miliardi di anni per giungere fino alla Terra (redshift di z = 8,38) (distanza comovente di 30,177 miliardi di anni luce).
La sua identificazione è stata possibile grazie al radiotelescopio ALMA sfruttando l'effetto di lente gravitazionale generato dalla presenza del massiccio ammasso di galassie Abell 2744 interposto tra la Terra e A2744_YD4. In tal modo l'immagine della galassia retrostante risulta amplificata e ci appare risalente ad un'epoca in cui l'Universo aveva solo 600 milioni di anni a partire dal Big Bang, cioè circa il 4% dell'età attuale, corrispondente alla cosiddetta epoca della reionizzazione quando si sono formate le prime stelle e galassie.
A2744_YD4 ci appare di colore rossastro a causa dello spostamento verso il rosso per l'enorme distanza e le osservazioni hanno evidenziato la presenza di una marcata quantità di polvere interstellare estremamente calda contenente molti elementi chimici più pesanti dell'idrogeno come ossigeno, silicio e carbonio, segno che era terminato il ciclo vitale di una precedente generazione di stelle, estinte in supernovae.
È stato infine misurato il tasso di formazione stellare di A277_YD4 che è risultato di 20 masse solari all'anno (per confronto attualmente la Via Lattea forma una massa solare all'anno) che è quanto riscontrabile in galassie così remote. Tuttavia questi dati suggeriscono che il processo si è svolto in un arco di tempo piuttosto breve in termini astronomici, circa 200 milioni di anni e, pertanto, che stiamo osservando la galassia poco dopo la sua formazione.